# Isola di Beatrice
L'isola di Beatrice (inglese: Beatrice Island) è una piccola isola situata nel Golfo di Carpentaria, nel Territorio del Nord dell'Australia. Si trova a sud dell'Isola di Maria (Maria Island) e a est della foce del fiume Limmen Bight.